# Walter Andrews
Walter Andrews   (Estats Units d'Amèrica, 8 de febrer de 1881 - Pinellas Park, abril 1954) va ser un ciclista canadenc, que va prendre part en els Jocs Olímpics de 1908.
Va guanyar la medalla de bronze, junt a William Anderson, Frederick McCarthy i William Morton, en la prova de persecució per equips. També va prendre part en la cursa dels 5000 metres i dels 20 km sent eliminat en la primera ronda. En la cursa de les 660 iardes quedà eliminat en semifinals, després d'haver passat la ronda preliminar en vèncer la seva sèrie i en els 100 km finalitzà en una meritòria sisena posició final.